# تابوت أشمونعازر الثاني
تابوت أشمون عازر الثاني هو تابوت من القرن السادس قبل الميلاد تم اكتشافه عام 1855 في مقبرة قديمة جنوب شرق مدينة صيدا، في لبنان، وكان يحتوي على جثة أشمون عازر الثاني (بالفينيقية: 𐤀𐤔𐤌𐤍𐤏𐤆𐤓) ʾšmnʿzr، . ج. 539 - ج. 525 ق.م. ) ملك صيدا الفينيقي. وهو واحد من ثلاثة توابيت مصرية قديمة فقط تم العثور عليها خارج مصر، بينما ينتمي التوابيت الأخرى إلى والدي أشمون عازر، الملك تابنيت والملكة أمعشتارت، ومن المحتمل أنه تم نحته في مصر من الأمفيبوليت المحلي، وتم الاستيلاء عليه كغنيمة من قبل الصيدونيين أثناء مشاركتهم في حملة قمبيز الثاني. فتح مصر عام 525 ق م، يحتوي التابوت على مجموعتين من النقوش الفينيقية، واحدة على غطائه ونسخة جزئية منها على حوض التابوت، حول انحناء الرأس. كان لنقش الغطاء أهمية كبيرة عند اكتشافه لأنه كان أول نقش باللغة الفينيقية يتم اكتشافه في فينيقيا، وهو النص الفينيقي الأكثر تفصيلاً الذي تم العثور عليه في أي مكان حتى تلك اللحظة، وهو اليوم ثاني أطول نقش فينيقي موجود، بعد نقش الغطاء. نقش الكاراتيه ثنائي اللغة.تم اكتشاف التابوت من قبل ألفونس دوريجيلو، الممثل الدبلوماسي في صيدا الذي عينه إيمي بيريتي، مستشار القنصلية الفرنسية في بيروت. تم بيع التابوت إلى أونوريه دي لوين، وهو نبيل وباحث فرنسي ثري، وتم نقله بعد ذلك إلى متحف اللوفر بعد حل نزاع قانوني حول ملك وسارع أكثر من عشرة علماء في جميع أنحاء أوروبا والولايات المتحدة إلى ترجمة نقوش التوابيت بعد اكتشافها. لاحظ المستشرق الفرنسي جان جوزيف لياندر بارجيس أوجه التشابه بين اللغة الفينيقية والعبرية. وسمحت الترجمة للعلماء بالتعرف على الملك المدفون بالداخل، ونسبه، وأعماله البناءية. وتحذر النقوش من إزعاج مكان استراحة أشمونزار الثاني؛ ويروي أيضًا أن "رب الملوك"، الملك الأخميني، منح أشمونعازر الثاني أراضي دور، ويابا، وداجون تقديرًا لخدماته.أدى هذا الاكتشاف إلى حماس كبير للبحث الأثري في المنطقة وكان السبب الرئيسي لبعثة رينان فينيسيا 1860-1861، وهي أول مهمة أثرية كبرى إلى لبنان وسوريا. واليوم، لا تزال هذه القطعة إحدى المعالم البارزة في مجموعة متحف اللوفر الفينيقية.

## أشمون عازر الثاني
أشمون عازر الثاني ( بالفينيقي: 𐤀𐤔𐤌𐤍𐤏𐤆𐤓 )، اسم ثيوفوري يعني " أشمون يساعد") كان ملك صيدا الفينيقي، حكم ق. 539 BC إلى ق. 525 BC كان حفيد الملك أشمون عازر الأول وملكاً تابعاً للإمبراطورية الأخمينية. خلف أشمون عازر الثاني والده تبنيت الأول على عرش صيدا. تابنيت الأول حكم لفترة وجيزة قبل وفاته، وكانت أخته زوجته أمواشترت بمثابة الوصي على العرش حتى ولادة أشمونعازر الثاني. ثم حكم أمعشتارت بصفته الوصي على أشمون عازر الثاني حتى بلغ سن الرشد. ومع ذلك، توفي أشمون عازر الثاني قبل الأوان عن عمر يناهز 14 عامًا في عهد قمبيز الثاني ملك بلاد فارس الأخمينية، وخلفه ابن عمه بوداشارت. كان أشمون عازر الثاني، مثل والدته، وأبيه وجده، كاهنًا في عشتروت. كان بناء المعابد والأنشطة الدينية أمرًا مهمًا لملوك صيدا لإظهار تقواهم وسلطتهم السياسية. قام أشمونعازر الثاني ووالدته الملكة أمعشتارت ببناء معابد جديدة ومباني دينية مخصصة للآلهة الفينيقية مثل بعل وعشتروت وأشمون.

## تاريخ

### الممارسات الجنائزية الفينيقية
برز الفينيقيون بكثقافة متميزة على الساحل المشرقي في العصر البرونزي المتأخر ( ق. 1550– ق. 1200 BC ) باعتبارها إحدى الثقافات التي خلفت الكنعانيين. تم تنظيمهم في مدن دول مستقلة تشترك في لغة وثقافة وممارسات دينية مشتركة. ومع ذلك، كان لديهم ممارسات جنائزية متنوعة، بما في ذلك الدفن وحرق الجثث. تكثر الأدلة الأثرية على مدافن النخبة في الفترة الأخمينية في المناطق النائية في صيدا. وتشمل هذه المدافن في أقبية تحت الأرض، ومنافذ منحوتة في الصخر، ومقابر ذات أعمدة وغرف في صريبتا، عين الحلوة، آية، مغارة أبلون، ومعبد أشمون. تميزت مدافن النخبة الفينيقية باستخدام التوابيت، والتأكيد المستمر على سلامة القبر. تستدعي النقوش الجنائزية الباقية من تلك الفترة الآلهة للمساعدة في الحصول على البركات، واستحضار اللعنات والمصائب على من يدنس القبر. تم تسجيل أول اكتشاف لمقبرة قديمة في صيدا عام 1816 على يد المستكشف الإنجليزي وعالم المصريات ويليام جون بانكس. 

### الاكتشاف الحديث
تم اكتشاف تابوت أشمونعازر الثاني في 19 كانون الثاني (يناير) 1855 من قبل عمال ألفونس دوريجيلو، وكيل القنصلية الفرنسية في صيدا الذي عينه إيمي بيريتيه، عالم الآثار الهاوي ومستشار القنصلية الفرنسية في بيروت. كان رجال دوريجيلو يحفرون في السهول الواقعة جنوب شرق مدينة صيدا في أراضي مقبرة قديمة (أطلق عليها عالم فقه اللغة السامي الفرنسي وباحث كتاب العهد القديم إرنست رينان اسم (نيكروبول فينيسيان). تم العثور على التابوت خارج تل صخري مجوف كان معروفًا لدى السكان المحليين باسم مغارة أبلون (كهف أبولو ). وكان محميًا بقبو، ولا تزال بعض الحجارة منه باقية في مكانها. تم العثور على سن وقطعة من العظم وفك بشري تحت الأنقاض أثناء استخراج التابوت. وصل كورنيليوس فان ألين فان دايك، وهو طبيب مبشر أمريكي، إلى مكان الحادث وقام بعمل نسخة من النقش الذي نُشر لأول مرة في 11 فبراير 1855 في مجلة الولايات المتحدة.
في 20 فبراير 1855، أبلغ دوريجيلو بيريتييه بالاكتشاف. استغل دوريجيلو غياب القوانين التي تحكم التنقيب الأثري والتصرف في الاكتشافات في ظل الحكم العثماني، وشارك في الأعمال المربحة المتمثلة في تهريب التحف الأثرية. في عهد العثمانيين، كان يكفي إما امتلاك الأرض أو الحصول على إذن المالك للتنقيب. وأي اكتشافات ناتجة عن الحفريات تصبح ملكاً للمكتشف. للتنقيب، اشترى دوريجيلو الحق الحصري من مالك الأرض، مفتي صيدا، مصطفى أفندي.

## نزاع على الملكية

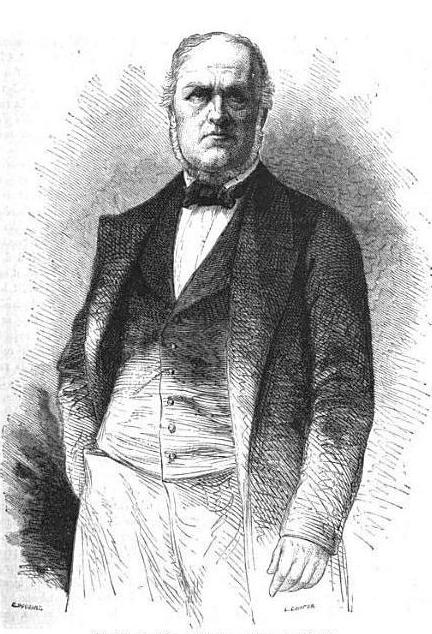
اشترى أونوريه دي لوين التابوت وتبرع به لمتحف اللوفر. واليوم، يعد التابوت الحجري أحد المعالم البارزة في مجموعة متحف اللوفر الفينيقية.

تنازع نائب القنصل العام البريطاني في سوريا، حبيب أبيلا، على ملكية دوريجيلو للتابوت، الذي ادعى أنه أبرم اتفاقيات مع العمال ومالك الأرض لتعيينه وبيعه حقوق أي اكتشافات. وسرعان ما اتخذ الأمر منحى سياسيا؛ في رسالة مؤرخة في 21 أبريل 1855، طلب مدير المتاحف الوطنية الفرنسية، الكونت إيميليان دي نيويركيرك ، تدخل إدوارد توفينيل، السفير الفرنسي لدى العثمانيين، مشيرًا إلى أنه "من مصلحة المتحف امتلاك التابوت الحجري". لأنه يضيف قيمة جديدة في الوقت الذي نبدأ فيه دراسة الآثار الشرقية بحماس كبير، والتي لم تكن معروفة حتى الآن في معظم أنحاء أوروبا." تم تعيين لجنة من قبل والي إيالة صيدا، واميك باشا، للنظر في القضية، وبحسب محضر الاجتماع بتاريخ 24 أبريل 1855، تم تحويل حل النزاع إلى لجنة من المقيمين الأوروبيين التي صوتوا بالإجماع لصالح دوريجيلو.وذكرت مجلة الولايات المتحدة حول مسألة النزاع القانوني: وفي هذه الأثناء، نشأ خلاف حول ملكية الأثر المكتشف، بين القنصلين الإنجليزي والفرنسي في هذا المكان، حيث تعاقد أحدهما مع صاحب الأرض، يحق له بموجبه كل ما يكتشفه. فيه؛ والآخر استعان بعربي للتنقيب عنه، فعثر على التابوت في حدود القنصل الآخر، أو، كما يقول سكان كاليفورنيا، ضمن "مطالبته اشترى بيريتي التابوت من دوريجيلو وباعه إلى النبيل والباحث الفرنسي الثري هونوريه دي لوينز مقابل £400. تبرع دي لوينز بالتابوت للحكومة الفرنسية لعرضه في متحف اللوفر.

## نقلة إلى متحف اللوفر
سارع بيريتي إلى نقل التابوت الشاق إلى فرنسا. تم تسهيل المهمة البيروقراطية لنقل التابوت إلى فرنسا بتدخل فرديناند ديليسبس، ثم القنصل العام الفرنسي في الإسكندرية، ووزير التعليم والشؤون الدينية الفرنسي، هيبوليت فورتول ‏. وأثناء وصول الموكب إلى مرفأ صيدا، تجمع المواطنون ومحافظ صيدا، ورافقوا الموكب وصفقوا له؛ قاموا بتزيين التابوت بالزهور وأغصان النخيل بينما قام 20 ثورًا بمساعدة البحارة الفرنسيين بسحب العربة إلى الميناء. في  الميناء، قام طاقم السفينة البحرية الفرنسية بتحميل حوض التابوت، ثم غطائه، على بارجة، قبل رفعه إلى السفينة. قائد سيريوز، ديلماس دي لا بيروجيا، قرأ ترجمة مبكرة للنقوش، موضحًا الأهمية العلمية والأهمية التاريخية للشحنة لطاقمه.
يوجد تابوت الملك أشمونعازر الثاني في قسم آثار الشرق الأدنى بمتحف اللوفر في الغرفة رقم 311 بجناح سولي. تم منحه رقم تعريف المتحف AO 

خرائط من مهمة رينان دي فينيسيا عام 1864
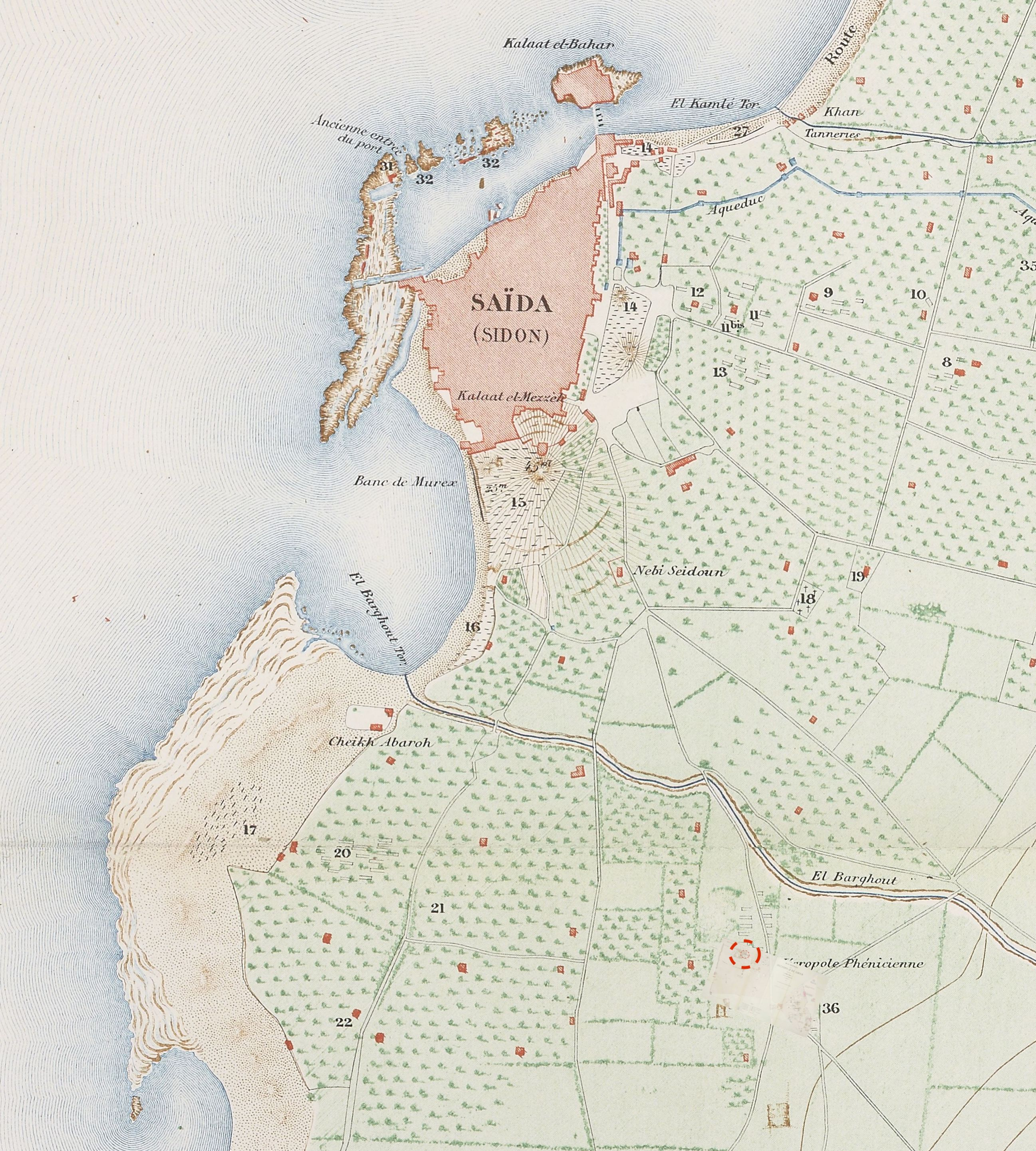
تم تحديد مكان العثور على تابوت أشمون عازر الثاني بدائرة حمراء.
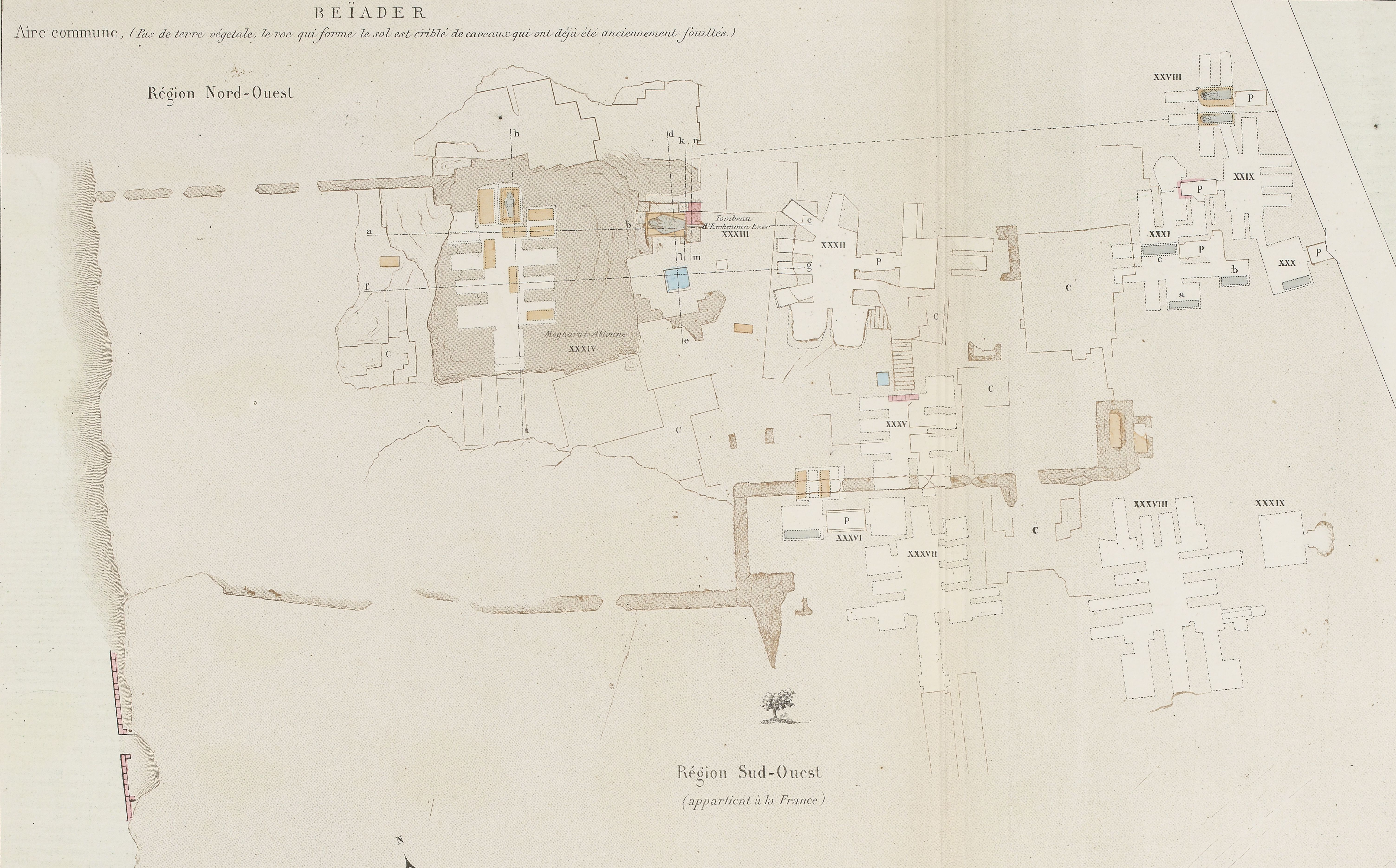
المنطقة الشمالية الغربية من المقبرة الفينيقية، حيث تظهر مغارة أبلون ومقبرة أشمونزار
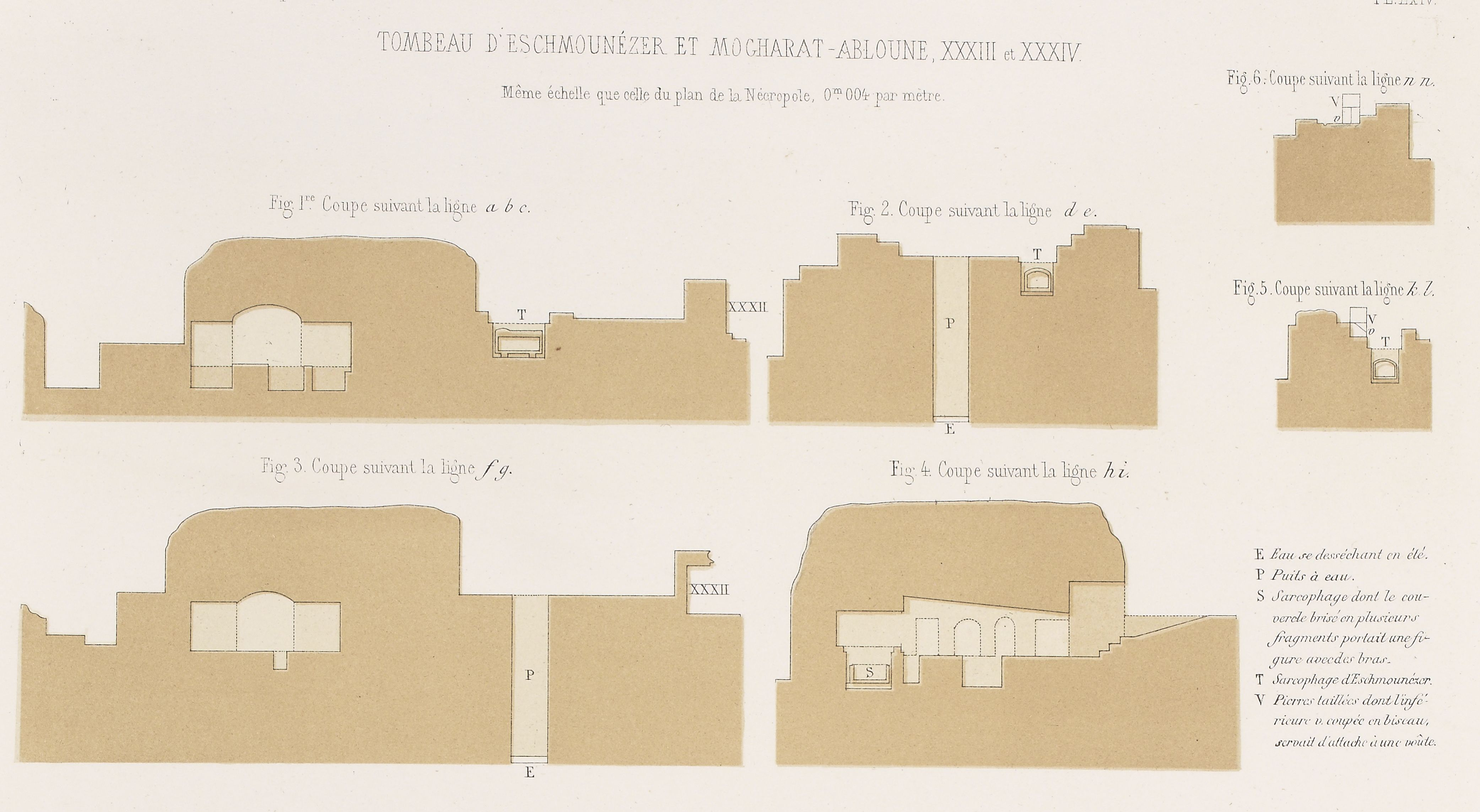
ستة مقاطع عرضية لمغارة أبون ؛ تم وضع علامة على تابوت إشمونازار الثاني "T"
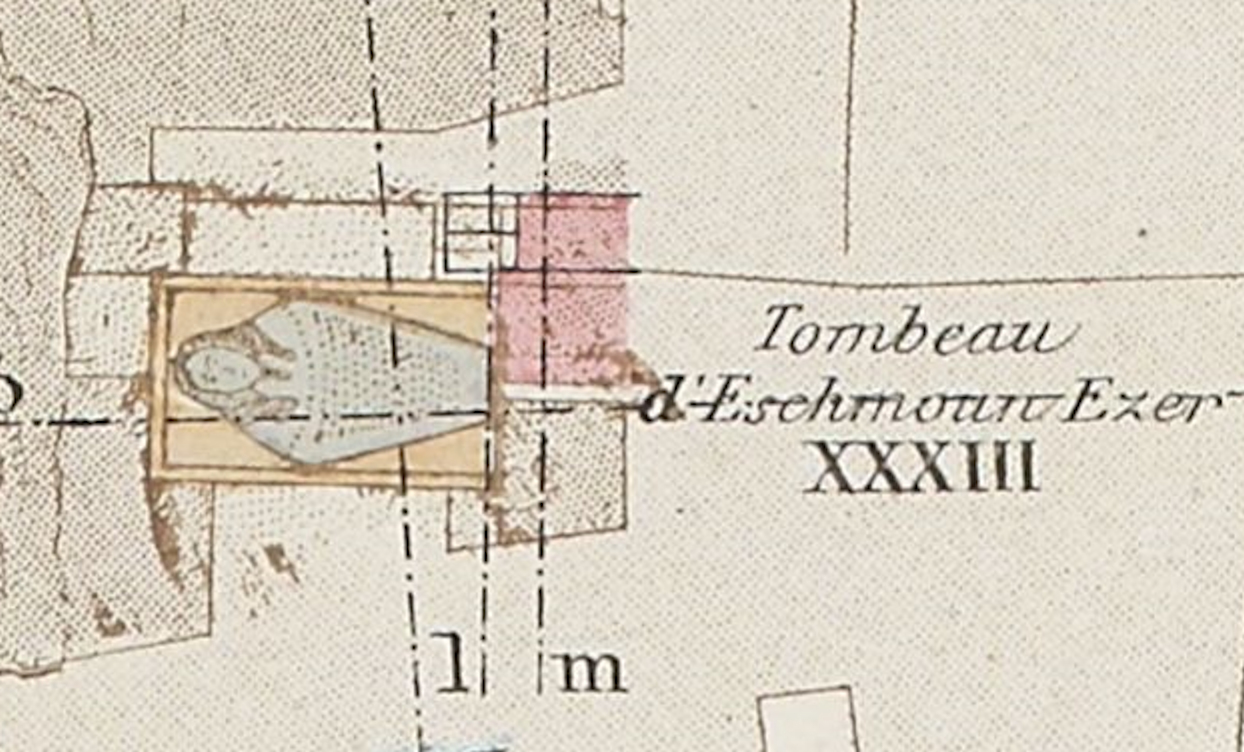
صورة مقربة لخريطة تشارلز جيلاردوت للمقبرة الملكية في صيدا تظهر قبر إشمونزار الثاني

## الوصف
يعود تاريخ التابوت المصري ذو الطراز البشري إلى القرن السادس قبل الميلاد وهو مصنوع من كتلة صلبة مصقولة جيدًا من الأمفيبوليت الأسود المزرق. يبلغ قياسه 256 سـم (8.40 قدم) طويل، 125 سـم (4.10 قدم) واسعة، و 119 سـم (3.90 قدم) عالية.
يعرض الغطاء نحتًا بارزًا لشخص متوفى على طراز توابيت المومياء المصرية. تم تصوير جثة المتوفى مبتسمًا، ملفوفة حتى الرقبة في كفن سميك، وترك الرأس مكشوفًا. يرتدي التمثال شعرًا مستعارًا نوبيًا كبيرًا، ولحية مضفرة، وياقة أوسع تنتهي برؤوس صقر في كل طرف من أطرافه، كما يظهر غالبًا في رقبة المومياوات المصرية.
كما اكتشف تابوتين آخرين من نفس الطراز في المقبرة.

## النقوش

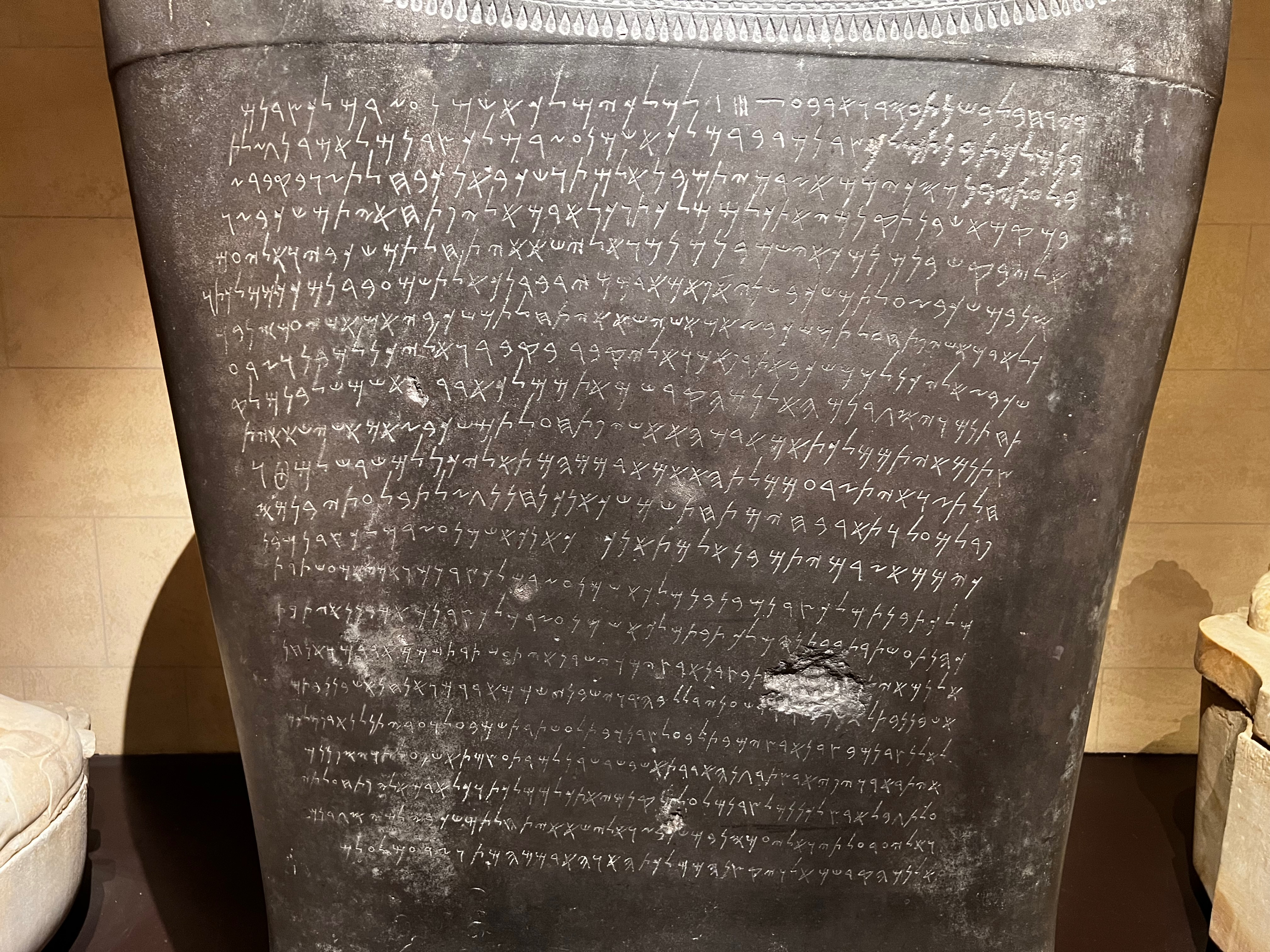
صورة مقربة لنقش غطاء التابوت. لاحظ الثغرة في السطر الثالث عشر.

التابوت ذو الطراز المصري خالي من الكتابة الهيروغليفية؛ إلا أنها تحتوي على نقوش فينيقية على غطائها وحوضها. يعتقد دي لوينز وعالم فقه اللغة الأمريكي ويليام وادن تورنر أن النقوش تم كتتبتها مباشرة على الحجر دون استخدام أدلة مطبعية لتباعد الحروف، وأن هذه النقوش أعقبها النحت. الحرفي.
نقوش تابوت أشمون عازر معروفة لدى العلماء باسم CIS I 3 و KAI 14؛ وهي مكتوبة باللغة والأبجدية الفينيقية. يتعرفون على الملك المدفون بالداخل، ويخبرون عن نسبه ومآثر بناء المعبد، ويحذرون من إزعاج راحته. تشير النقوش أيضًا إلى أن "رب الملوك" (ملك الملوك الأخمينيين) منح ملك الصيدونيين دور ويافا، أراضي داجون الجبارة التي في سهل شارون تقديرًا لأعماله. وفقًا لعالم الكتاب المقدس الاسكتلندي جون جيبسون، فإن النص "يقدم نسبة عالية بشكل غير عادي من أوجه التشابه الأدبية مع الكتاب المقدس العبري، وخاصة أقسامه الشعرية". كتب المستشرق الفرنسي جان جوزيف لياندر بارجيس أن اللغة "متطابقة مع العبرية، باستثناء التصريفات النهائية لبعض الكلمات وتعبيرات معينة".
كما هو الحال في النقوش الفينيقية الأخرى، يبدو أن النص لا يستخدم أي حروف تشير إلى حروف العلة في اللغات السامية، أو بالكاد يستخدم أي منها. كما هو الحال في الآرامية، يتم استخدام حرف الجر ʾyt ( ʾyt ) كعلامة نصب، بينما يتم استخدام ʾat ( ʾt ) لـ "مع".

### نقش الغطاء
يتكون نقش الغطاء من 22 سطرًا، يتكون كل منها من 40 إلى 55 حرفًا؛ يحتل مربعًا يقع أسفل طوق أوسكه التابوت ويبلغ قياسه 84 سـم (2.76 قدم) في الطول والعرض. وكما جرت العادة في الكتابة الفينيقية، فإن جميع الحروف تكتب دون مسافات تفصل بين كل كلمة، باستثناء مسافة في السطر الثالث عشر، والتي تقسم النص إلى جزأين متساويين. حروف الغطاء ليست متباعدة بشكل متساو، وتتراوح من عدم وجود مسافة إلى مسافة 6.35 مـm (0.250 in) . أسطر النص ليست مستقيمة ولا متباعدة بشكل متساو. الحروف الموجودة في الجزء السفلي من النص (بعد الثغرة في السطر 13) أكثر ترتيبًا وأصغر من الحروف الموجودة في الجزء الأول من النقش. تم قطع حروف الأسطر الثلاثة الأولى من نقش الغطاء بشكل أعمق وأكثر خشونة من بقية النص مما يشير إلى أنه تم استبدال النقاش أو جعله يعمل بشكل أكثر دقة.

### نقوش الحوض

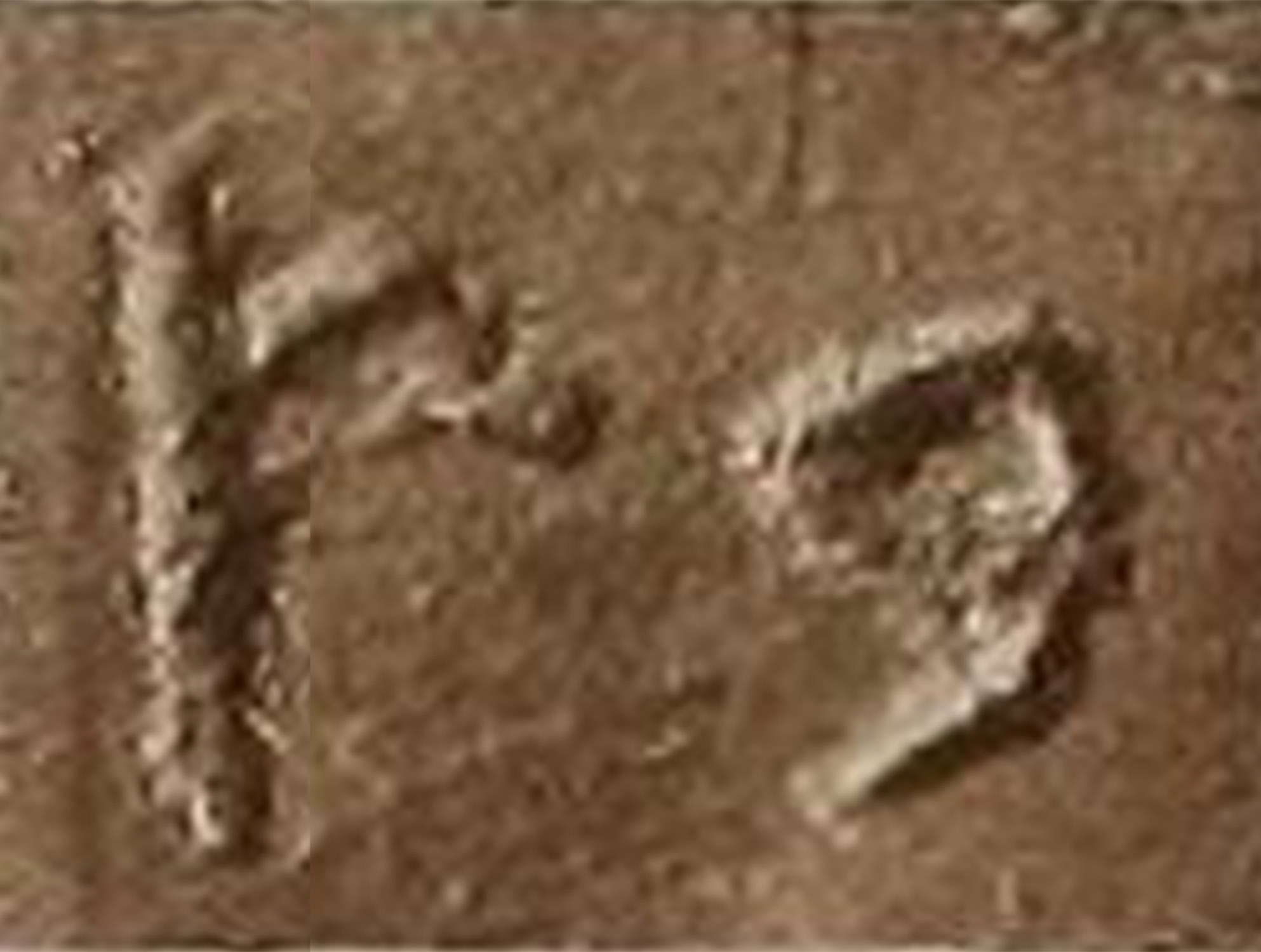
شخصيتين من حوض التابوت

اثني عشر سطرًا ونصف من الجزء الأول من نقش الغطاء محفورة بدقة وبشكل موحد على ستة أسطر حول انحناء الرأس على قاعدة التابوت، مع تطابق الحروف في الحجم والأسلوب مع الجزء الثاني من نقش الغطاء. نقش الغطاء. السطر السابع غير المكتمل يتطابق مع الأحرف التسعة الأولى التي تشكل بداية النص الذي يبدأ بعد الثغرة الموجودة في السطر الثالث عشر من نقش الغطاء. قياسه 140 سـم (4.6 قدم) في العرض، وهو أوسع بكثير من نقش الغطاء. ويحمل السطح الخارجي للحوض أيضًا مجموعة معزولة من حرفين فينيقيين. يعتقد دي لوينيس أنها ربما كانت علامات نحت تجريبية صنعها النحات.

## الترجمات
ارسلت نسخ من نقوش التابوت إلى عدة علماء في جميع أنحاء العالم، وتم نشر الترجمات من قبل علماء معروفين. عمل العديد من العلماء الآخرين على الترجمة، ونجح المبشران الأمريكيان ويليام مكلور طومسون وإيلي سميث، اللذان كانا يعيشان في سوريا العثمانية وقت اكتشاف التابوت، في ترجمة معظم النص بحلول أوائل عام 1855، لكنهما لم يشاركا أي منشورات. فيما يلي قائمة بالترجمات المنشورة المبكرة:
| مؤلف                            | مذكرات         | تم الرجوع إلى التفسيرات السابقة                                 | العمل المنشور                                                                                                 |
| ------------------------------- | -------------- | --------------------------------------------------------------- | --- |
| إدوارد إي. سالزبوري             | 1855           |                                                                 | النقش الفينيقي لصيدا                                                                                          |
| ويليام وادن تورنر               | 3 يوليو 1855   |                                                                 | نقش صيدا |
| إميل روديجر                     | 15 يونيو 1855  |                                                                 | Bemerkungen über die phönikische Inschrift eines am 19. يناير 1855 لا يوجد صيدا gefundenen Königs-Sarkophag's |
| فرانز ديتريش ويوهان جيلديميستر  | 1 يوليو 1855   |                                                                 | Zwei Sidonische Inschriften, eine griechische aus christlicher Zeit und eine altphonicische Königsinschrift   |
| فرديناند هيتزيج                 | 30 سبتمبر 1855 | روديجر، ديتريش.                                                 | يموت Grabschrift des Eschmunazar                                                                              |
| كونستانتين شلوتمان              | ديسمبر 1855    | روديجر، ديتريش، هيتزيج، دي لوينيس وإيفالد.                      | Die Inschrift Eschmunazar's, Königs der Sidonier                                                              |
| أونوريه تيودوريك دالبرت دي لوين | 15 ديسمبر 1855 |                                                                 | Mémoire sur le Sarcophage et inscription funéraire d'Esmunazar, roi de Sidon                                  |
| هاينريش ايوالد                  | 19 يناير 1856  | سالزبري، تيرنر، رويديجر، ديتريش، هيتزيج.                        | يتم نشر إجمالي الأصوات الصوتية من صيدا وآخر مصري آرامي : mit den zuverlässigen abbildern beider               |
| جان جوزيف لياندر بارجيس         | 1856           | سالزبوري، تيرنر، روديجر، ديتريش، هيتزيج، دي لوينز، إيوالد (؟).  | Mémoire sur le sarcophage and l'inscription funéraire d'Eschmounazar، ملك صيدا                                |
| سالومون مونك                    | 6 أبريل 1856   | سالزبوري، تورنر، روديجر، ديتريش، هيتزيج، ديلوين، بارجيس.        | Essays sur l'inscription phénicienne du sarcophage d'Eschmoun-'Ezer، roi de Sidon                             |
| موريتز أبراهام ليفي             | أغسطس 1856     | سالزبوري، تيرنر، روديجر، ديتريش، هيتزيج، إيوالد، دي لوينس، مونك | Phönizisches Wörterbuch                                                                                       |

## طالع أيضًا

### مقالات ذات صلة
| - مقبرة صيدا الملكية - أشمون عازر الثاني - تابنيت - تابوت الليسي - أمعشتارت | - اللغة الفينيقية - تاريخ صيدا اللبنانية - عبدشتارت الأول - بعل شليم الثاني - بعل الأول | - أستاريموس - أشمون عازر الأول - تابوت تابنيت - تابوت النساء الباكيات - تابوت المرزبان | - فينيقيا - صيدا - الإمبراطورية الأخمينية - بعل شليم الأول - تابنيت الثاني - فيلوكليس |